# Quartet (película)
Quartet, también conocida como Trampa pasional, es una película dirigida por James Ivory en 1981, protagonizada por Maggie Smith , Isabelle Adjani , Anthony Higgins y Alan Bates , ambientada en 1927 en París .
Se estrenó en el Festival de Cine de Cannes de 1981 , y fue una entrada para la Sélection Officielle (Selección Oficial). Fue adaptada de la novela del mismo nombre por Jean Rhys .

## Sinopsis
En el París de los años 20, Marya, una joven corista de music hall nacida en Las Antillas, y su marido Stephan, que es polaco, llevan una vida bohemia e indolente. Marya es feliz y no se preocupa de saber de dónde procede el dinero del que viven, pero un día Stephan es detenido por robo y ocultación de obras de arte. 

## Reparto
- Isabelle Adjani como Marya Zelli.
- Alan Bates como H. J. Heidler
- Maggie Smith como Lois Heidler.
- Anthony Higgins como Stephan Zelli.
- Sheila Gish como Anna.
- Suzanne Flon como Madame Hautchamp.
- Pierre Clementi como Theo.
- Daniel Mesguich como Pierre Schlamovitz.
- Virginie Thévenet como Mademoiselle Chardin.
- Daniel Chatto como Guy.
- Armelia McQueen como la cantante del club.

## Premios y nominaciones
- 1981: Premios BAFTA: Nominada a Mejor actriz (Maggie Smith)
- 1981: Festival de Cannes: Mejor actriz (Isabelle Adjani)